# Axelle
Axelle ist ein französischer weiblicher Vorname. Er ist die weibliche Variante des Namens Axel.

## Bekannte Namensträgerinnen
- Axelle Carolyn (* 1979), belgische Schauspielerin, Regisseurin, Produzentin, Drehbuchautorin und Autorin
- Axelle Kabou (* 1955), kamerunische Journalistin und Autorin
- Axelle Red (* 1968), belgische Komponistin, Autorin, Sängerin und Schauspielerin